# Marin Cureau de La Chambre
Marin Cureau de La Chambre (Saint-Jean-d'Assé, 1594 – 29 dicembre 1669) è stato un medico e filosofo francese ricordato per i suoi studi sull'ottica.

## Biografia

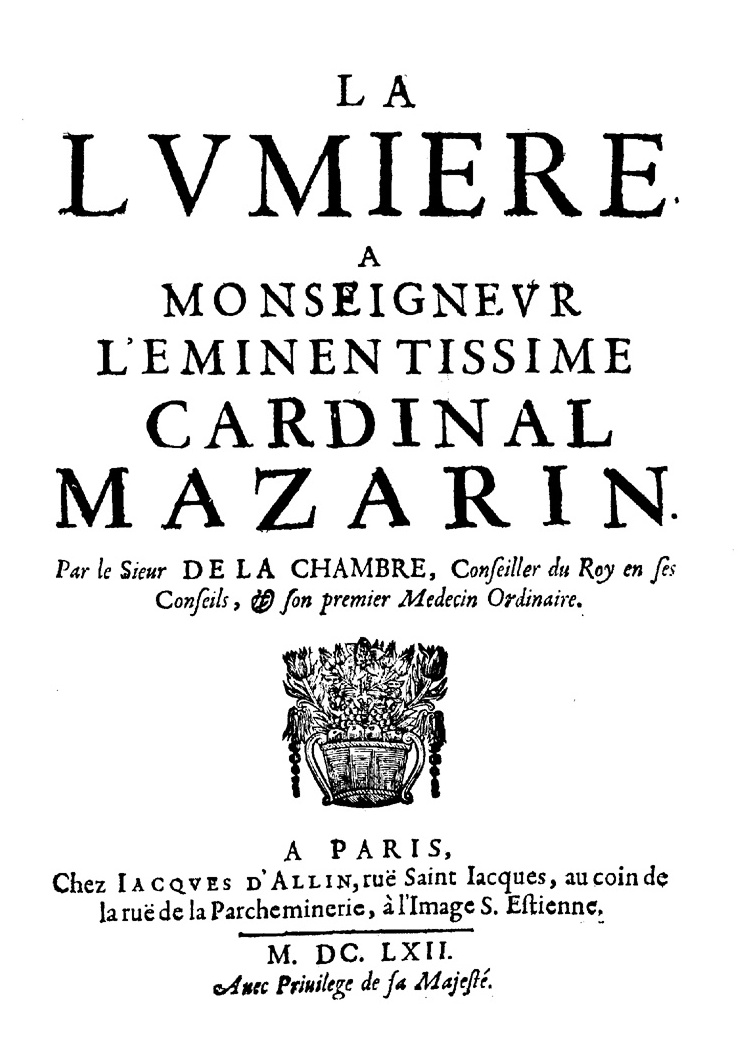
La lumiere, 1662

Non si sa nulla della sua infanzia. Fu medico dapprima a Le Mans, e dal 1630 a Parigi, ove curava Pierre Séguier (1588–1672). Fu poi primo médecin ordinaire del re Luigi XIV di Francia.
Marin Cureau de la Chambre è popolarmente noto prevalentemente per il suo lavoro sulla fisiognomica. Dal 1640 al 1662 pubblicò un'opera in cinque volumi sul carattere umano, Caractères des passions. Scriveva anche articoli su chiromanzia, digestione, intelligenza degli animali, occultismo e ottica. A questo proposito studiò rifrazione, colori primari e colori secondari. Scrisse libri di filosofia e tradusse la Fisica di Aristotele.
Nel 1634 divenne membro dell'Accademia francese e nel 1666 fu membro dell'Accademia francese delle scienze appena fondata. Ebbe un figlio che divenne prete, Pierre Cureau de La Chambre (1640–1693).
Nel 1991, l'astronomo Eric Walter Elst gli dedicò l'asteroide 7126 Cureau.

## Opere

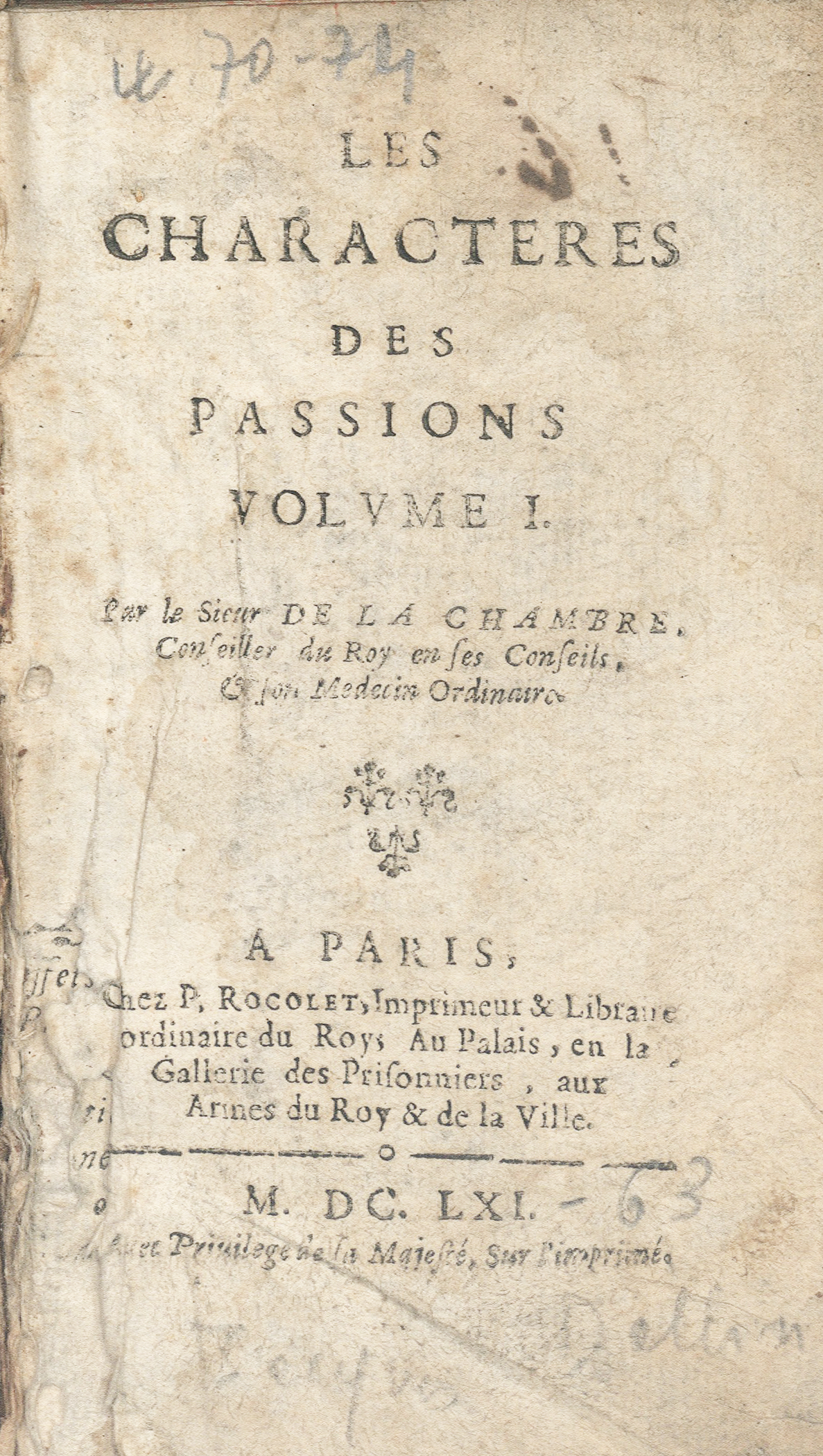
Les charactères des passions, 1661

- (FR) Les charactères des passions, vol. 1, Paris, Pierre Rocolet, 1661.
- (FR) La lumiere, Paris, Jacques Dallin, 1662.
- (FR) Nouvelles observations et coniectures sur l'iris, Paris, Jacques Dallin, 1662.
- Les Charactères des passions (5 volumi, Parigi, 1640-1662: I. Les passions pour le bien; II. Où il est traitté de la nature et des effets des passions courageuses; III et IV. Où il est traitté de la Nature & des Effets de la haine et de la douleur; V. Où il est traitté de la Nature, des Causes & des Effects des larmes, de la crainte, du désespoir.